# Lmg-Pist 41/44
Lmg-Pist 41/44 (Leichtes Maschinengewehr Pistole) thường được gọi là súng tiểu liên Furrer là loại súng tiểu liên được phát triển bởi Rudolf Furrer tại nhà máy vũ khí Waffenfabrik Bern ở Thụy Sĩ. Súng được sản xuất để quân đội thử nghiệm năm 1941 với tên Lmg-Pist 41 cùng 4 mẫu khác. Về cơ bản thì súng chắc chắn đã được thông qua để đưa vào phục vụ vì nó có thiết kế khá giống khẩu Furrer M25 vốn đã được chứng minh trong trực chiến. Nhưng loại súng này bị thấy là quá rắc rối và chi phí chế tạo cao vì thế chỉ có ít khẩu được chế tạo trước năm 1944. Sau năm 1944 mẫu cải tiến có tên Lmg-Pist 41/44 đã được chế tạo. Dù được cải tiến nhưng nó vẫn rất phức tạp và đắt so với các khẩu tiểu liên cùng thời vì thế chỉ có 10.000 khẩu được chế tạo trước khi nhà máy chuyển sang chế tạo MP 43/44 ít phức tạp và giá phải chăng hơn. Dù vậy loại súng này vẫn phục vụ trong lực lượng quân đội Thụy Sĩ đến cuối những năm 1960 hay lâu hơn.

## Thiết kế
Lmg-Pist 41/44 sử dụng cơ chế nạp đạn bằng độ giật lùi nòng ngắn và bắn với thoi nạp đạn mở. Nòng súng cũng được giữ ở vị trí lùi ngắn về phía sau khi thoi nạp đạn chưa di chuyển lên phía trước. Thoi nạp đạn được khóa bởi một khóa dạng khớp nối với ba phần, phần đầu có gờ chống vào phần sau thoi nạp đạn, phần cuối sẽ nằm ở vị trí góc gần 90° so với các phần khác khi trong chế độ nạp đạn. Khi thoi nạp đạn lùi về phía sau thì phần thứ hai sẽ bẻ góc gần 90° làm cho hệ thống trông gần gống như chữ U nhưng hơi phình ra ở dưới làm cho gờ phần đầu bật ra khỏi thoi nạp đạn và mở khóa.
Nòng và thoi nạp đạn dính với nhau qua một hệ thống chứ chúng không đơn thuần là chỉ khóa vào nhau khi hoạt động. Việc này có nghĩa là chuyển động của thoi nạp đạn hoàn toàn phụ thuộc vào chuyển động của nòng chứ không phải lấy lực rồi chuyển động tự do và nó được thiết kế để thoi nạp đạn lùi nhanh và xa hơn nòng súng. Hệ thống này giúp đảm bảo tính đồng bộ trong chuyển động và tăng độ tin cậy vì toàn bộ lực lùi nòng sẽ được sử dụng để hệ thống hoạt động. Nhưng bù lại hệ thống này làm cho cấu tạo của súng trở nên rắc rối và tăng chi phí sản xuất. Nó bị xem là quá nhiều chi tiết cho một loại súng tiểu liên.
Hệ thống nhắm cơ bản của súng là điểm ruồi. Hộp đạn rời 40 viên gắn ngang phía bên phải súng và vỏ đạn sẽ được nhả ra phía trái.